# Thoreauea paneroi
Thoreauea paneroi är en oleanderväxtart som beskrevs av J.K.Williams. Thoreauea paneroi ingår i släktet Thoreauea och familjen oleanderväxter. Inga underarter finns listade i Catalogue of Life.